# Винник, Иван Юльевич
Иван Юльевич Винник (укр. Iван Юлійович Вінник; род. 3 января 1979, Новая Каховка, Херсонская область) — украинский политик и предприниматель, народный депутат Украины VIII созыва.

## Ранние годы
Родился 3 января 1979 г. в г. Новая Каховка Херсонской области.
Окончил Новокаховскую среднюю школу № 10.
По окончании школы с 1996 по 1998 год работал в ООО «Новокаховский электромеханический завод» слесарем контрольно-измерительных приборов и автоматики 3-го разряда отдела главного метролога.
С 1998 по 2003 год работал в ЗАО «Чумак» (г. Каховка) на должности заместителя начальника снабжения.
Заочно окончил Херсонский национальный технический университет и частную бизнес-школу «Международный институт бизнеса» (г. Киев) по специальности «финансы».

## Бизнес
С 2003 по 2007 годы был владельцем бизнеса импорту и торговле продуктами питания, сырья для соковой промышленности.
В 2007 году стал основателем и генеральным директор ООО «Завод строительных материалов № 1».

### Конфликт с Альфа-банк
В 2008 году возглавляемый Винником завод взял кредит в размере 322 млн гривен в Альфа-банк, поручителем по кредиту стал сам Винник. В 2013 году завод обслуживание кредита прекратил, в связи с чем банк обратился в Хозяйственный суд Киева, который обязал взыскать долг в полном объёме. В этом же году акционеры отстранили Винника от руководства предприятием.
В свою очередь Иван Винник обвинил банк в том, что он преднамеренно прекратил финансирование завода с целью получения над ним контроля.
В 2018 году Альфа-банк начал переговоры с Иваном Винником по поводу этой задолженности.

## Политическая деятельность
В 2012 году баллотировался в Верховную Раду по 184-у округу в Новой Каховке, но по результатам подсчёта набрал на 22 голоса меньше, чем его оппонент Николай Дмитрук. И. Винник обвинил окружную избирательную комиссию в фальсификации результатов, но Высший административный суд оставил решение избирательной комиссии в силе.
Баллотировался на внеочередных парламентских выборах 26 октября 2014 года по 184-у мажоритарному округе от партии «Блок Петра Порошенко». Став членом парламента занял должность секретаря Комитета по вопросам национальной безопасности и обороны. По состоянию на 27 мая 2019 года им лично и в соавторстве было внесено 147 законопроектов, 37 из которых было принято.
С июня 2018 года — глава временной комиссии Верховной Рады по проведению расследования сведений о фактах разворовывания в Вооружённых Силах Украины и подрыве обороноспособности государства с 2004 по 2017 годы.
1 ноября 2018 года был включен в список украинских физических лиц, против которых российским правительством введены санкции.